# Ито, Дзюндзи
Дзюндзи Ито  (яп. 伊藤 潤二 Ито: Дзюндзи, родился 31 июля 1963 года) — японский мангака, работающий в жанре ужасов. Его самые известные работы: Uzumaki, Gyo и «Томиэ». В 2019 году за работу Frankenstein: Junji Ito Story Collection и в 2021 году за Remina и Venus in the Blind Spot получил премию Айснера.

## Биография
Дзюндзи Ито родился в 1963 году в городе Сакасита, префектура Гифу. Он вырос в деревне, в маленьком городке рядом с Нагано. Ито начал рисовать мангу в возрасте 4 лет, черпая вдохновение из работ, которые он читал в журналах. Он продолжал рисовать в качестве хобби, пока не стал зубным техником в 1984 году. Чаще всего персонажи его книг — красивые молодые девушки, которые учатся в школе.
В доме, где он жил, ванная находилась в конце подземного туннеля, где водились пещерные кузнечики, такой опыт позже нашел отражение в его работах.
В 1987 году он отправил свой короткий рассказ в журнал Gekkan Halloween (月刊ハロウィン, букв. «Ежемесячный Хэллоуин»), где получил почетное упоминание в Премии Кадзуо Умэдзу (с самим Умэдзу в качестве одного из судей). Позже эта история получила название «Томиэ».
В дополнение к Кадзуо Умэдзу, Ито называет Хидэси Хино, Ясутака Цуцуи и Лавкрафта, как авторов произведений, повлиявших на его работы.
Вселенная, которую изображает Ито, жестока и капризна — его персонажи часто оказываются жертвами злонамеренных неестественных обстоятельств без видимой причины или несоразмерно наказываются за незначительные проступки против неизвестного и непонятного естественного порядка. Некоторые из повторяющихся тем в работах Ито включают ревность, зависть, телесный ужас, на первый взгляд обычных персонажей, которые начинают действовать из-за иррационального принуждения, распада общества, глубоководных организмов и неизбежность своей кончины — всё это отображается в реалистичном и простом дизайне, подчеркивающим контраст между красотой и смертью. Рассказанные события непредсказуемы и жестоки, хотя происходят из нормальной обстановки. Своим самым страшным монстром автор считает Модель из Junji Ito Collection.
Манга «Томиэ» была вдохновлена смертью одного из его одноклассников. Ито было странно, что мальчик, которого он знал, внезапно исчез из мира, и он всё ожидал, что мальчик снова придёт. Отсюда возникла идея о девушке, которая должна умереть, но затем появляется, как ни в чём не бывало. В Gyo повлияли его антивоенные чувства, которые развились в детстве из-за трагических и пугающих военных историй его родителей. The Hanging Balloons («Воздушные шары-виселицы») также были основаны на детской фантазии.
Его самое большое произведение, трехтомник «Спираль», рассказывает об одержимости жителей города Куродзу идеей спирали, которая преследует их повсюду и захватывает разум, а впоследствии и весь город, без возможности куда-либо выбраться. В Gyo схожая ситуация, но проклятье охватывает не один город, а весь мир, не оставляя никакой надежды выбраться из кошмара, вызванного ожившими трупами рыб, шагающих по улице.
Режиссёр фильмов Гильермо Дель Торо в своём официальном аккаунте в Твиттере отметил, что первоначально Ито был соавтором компьютерной игры Silent Hills, главными создателями которой были Дель Торо и геймдизайнер Хидэо Кодзима; однако через год проект был отменён компанией Konami. В 2020 году после онлайн-фестиваля Comic-Con Ито ответил, что никаких переговоров насчёт его участия в каком-либо проекте Кодзимы не ведётся.

## Личная жизнь
В 2006 году Ито женился на Аяко Исигуро (яп. 石黒 亜矢子 Исигуро Аяко), у них двое детей.

## Работы
- «Коллекция Дзюндзи Ито»[15] (1987—2000), 16 частей
- Uzumaki (яп. うずまき) (2001)
- «Томиэ: Возвращение» (2001)
- «Рыба» (яп. ギョ) (2001—2002)
- Museum of Terror (2002—2003)
- «Голос в темноте» (яп. 闇の声) (2002—2003)
- «Истории о привидениях от Мими» (яп. ミミの怪談) (2002—2003)
- «Новые голоса в темноте» (яп. 新・闇の声 潰談) (2004—2006)
- «Звезда Ада Рэмина» (яп. 地獄星レミナ) (2005)
- «Кошачий дневник Дзюндзи Ито: Ён и Му» (яп. 猫日記 よん&むー) (2008—2009)
- «Чёрный парадокс» (яп. ブラックパラドクス) (2009)
- «Патриот Распутин» (яп. 憂国のラスプーチン) (2010—2012) (художник)
- «Осколки зла» (2013—2014)
- «Растворение» (яп. 溶解教室) (2013—2014)
- Fragments of Horror (2015)[16]
- «8 историй ZQN» (2016)
- No Longer Human (2019)[17]
- Sensor (2019)[18]
- Venus in the Blind Spot (2020)[19]
- Манга-синопсис к фильму «Маяк» (2021)[20]

## Экранизации
- The Fearsome Melody (1992)
- Tomie (1998)
- Tomie: Another Face (1999)
- Tomie: Replay (2000)
- Uzumaki (2000)
- Gravemarker Town (2000)
- The Face Burglar (2000)
- The Hanging Balloons (2000)
- Long Dream (2000)
- Oshikiri (2000)
- Kakashi (2001)
- Lovesick Dead (Love Ghost) (2001)
- Tomie: Re-birth (2001)
- Tomie: The Final Chapter — Forbidden Fruit (2002)
- Marronnier (2002)
- The Groaning Drain (2004)
- Tomie: Beginning (2005)
- Tomie: Revenge (2005)
- Tomie vs Tomie (2007)
- Tomie Unlimited (2011)
- Gyo: Tokyo Fish Attack (2012)
- Junji Ito Collection (2018)[21]
- Junji Ito Maniac: Japanese Tales of the Macabre (2023)[22]
- Uzumaki (2024)[23]